# RFO Sat
RFO Sat est une chaîne de télévision généraliste française dédiée à l'Outre-mer diffusée du 25 mars 1998 au 24 février 2005.

## Histoire de la chaîne
RFO Sat est créée le 25 mars 1998 par Jean-Marie Cavada, alors président de RFO, pour offrir aux Français de l'outre-mer vivant en métropole une fenêtre sur leurs régions. La chaîne ne diffuse ses programmes que cinq heures chaque soir à partir de 21 h sur le câble et le satellite, après les programmes de Fox Kids.
Le nouveau de PDG de RFO, André-Michel Besse, réoriente RFO Sat le 17 juin 2000 comme une nouvelle chaîne du Sud, sa ligne éditoriale étant plus orientée vers les publics de ses trois bassins d'origine (Caraïbes, Océan Indien et Polynésie). La chaîne essaie de se servir des décalages horaires pour être présente en prime time dans chacune de ses zones de diffusion. 
RFO est rattaché au groupe France Télévisions le 9 juillet 2004 dont le président, Marc Tessier, lance le 25 février 2005 France Ô, chaîne multiculturelle française, en remplacement de RFO Sat qui, avec neuf heures d’antenne seulement chaque jour, parvient difficilement à jouer son rôle de vitrine de l’outre-mer en métropole. 

## Identité visuelle

### Logos

Logo de RFO Sat du 25 mars 1998 à février 1999
Logo de RFO Sat de février 1999 au 24 février 2005

## Organisation
L'effectif de RFO Sat compte 10 personnes.

### Dirigeants
Directeur de l'antenne :
- Luc Laventure : 25 mars 1998 - 24 février 2005

Directeurs des programmes :
- Jean-Manuel Dupont : 5 août 1998 - 10 décembre 2002
- Gora Patel : 10 décembre 2002 - 24 février 2005

Directeur de l'information : 
- Stéphane Bijoux

### Capital
RFO Sat est détenue à 100 % par l'État français avec des participations des sociétés publiques ICV, R3o (Régie Inter Océans), qui gère la régie publicitaire de la chaîne, et TV5Monde. 
Son budget est d'environ 10 millions de francs par an.

### Mission
Centrée sur l'information, la découverte, le sport et la musique, RFO Sat vise à donner de la visibilité et à valoriser des programmes et production de
l'outre-mer.

### Siège
Le siège de RFO Sat est situé au 35-37 rue Danton à Malakoff dans les Hauts-de-Seine qui est aussi le siège parisien de RFO.

## Programmes
RFO Sat ne diffuse d'abord que quelques heures chaque soir à partir de 21 heures un programme composé de reportages et d'extraits des journaux télévisés des neuf stations locales de RFO.
La grille de RFO Sat est régionalisée le 17 juin 2000 avec une tranche 19-21 heures destinée à l'océan Indien, une tranche 21heures-minuit pour la Caraïbe et une tranche minuit-1 heure du matin pour le Pacifique. Sur le plan éditorial, la palette des programmes diffusés est élargie avec d'une part des émissions provenant de chaînes locales, de nouveaux programmes créés pour l'occasion, comme un magazine des tendances de l'Outre-Mer ou sur le sport, et d'autre part une reprise des journaux télévisés des stations locales sans aucun reformatage. 
À partir du 29 novembre 2003, RFO Sat prolonge son antenne pour les abonnés de TPS, les programmes s'interrompant à 6h00 du matin au lieu de 2h00, ce qui permet à la chaîne, qui diffuse chaque soir les journaux télévisés de la Réunion, de la Nouvelle-Calédonie, de Mayotte, de l'île Maurice et de Saint-Pierre et Miquelon, de proposer en outre aux abonnés de TPS les journaux télévisés du soir en provenance de Guyane, Martinique et Guadeloupe.
La part des différents genres de programme diffusés sur RFO Sat se répartit de la façon suivante : information 38 %, magazines et talk-shows 24 %, jeux 12 %, documentaires et reportages 9 %, sport 6 %, variétés et musique 6 %, spectacles 2 %, dessins animés 1 %, fictions 1 % et opérations exceptionnelles 1 %.

## Diffusion

### Câble
RFO Sat est distribuée sur les réseaux câblés France Télécom Câble, UPC, Noos et Numericable.

### Satellite
RFO Sat était d'abord diffusée en exclusivité sur Canalsatellite (Astra 1H à 19.2°E), puis sur TPS (Eutelsat 16B à 16°E) à partir du 28 mai 1998. Sur Canalsatellite, RFO Sat partageait son temps d'antenne avec Fox Kids, laquelle émettait de 6 h à 21 h. 